# Alil Vardar
 (mai 2015).
Si vous disposez d'ouvrages ou d'articles de référence ou si vous connaissez des sites web de qualité traitant du thème abordé ici, merci de compléter l'article en donnant les références utiles à sa vérifiabilité et en les liant à la section « Notes et références ».
Œuvres principales
Le Clan des Divorcées - 10 Ans de Mariage ! - Familles (re)composées - Abracadabrunch
Alil Vardar est un acteur et auteur de théâtre belge, né le 7 février 1970 à Bruxelles. Il est principalement connu pour avoir écrit et interprété la pièce à succès Le Clan des divorcées ; il en a créé une série télévisée dérivée, diffusée sur Comédie+.

## Biographie

### Enfance et jeunesse
Né à Bruxelles de parents immigrés d'origine albanaise, Alil Vardar est le cadet d'une famille de cinq enfants. Il est dans son enfance attiré par l'humour. Après avoir occupé de nombreux postes, dont chauffeur-livreur et boulanger en passant par agent-immobilier, il décide d'en faire son métier.

### Débuts dans l'humour
En 1995, il reprend un café-théâtre à Bruxelles, le Comiqu'Art. Parallèlement, il crée, produit et anime avec ses frères Hazis et Hamdi, une émission de radio intitulé La Bande de Contact, pour Radio Contact Belgique. 
Le Comiqu'Art devient trop étroit et Alil et ses frères décident d'ouvrir la même salle à Liège et ensuite à Charleroi.

### Carrière en France
Il quitte la Belgique pour vivre en France, à Toulouse, en 1998. Il rachète un café-théâtre nommé les 3T. C'est à cette période qu'il fait la connaissance et se lie d'amitié avec Eric Carrière. Il acquiert aussi avec son frère Le Paris à Avignon où ils produisent plusieurs spectacles dans le cadre du Festival Off d’Avignon qui a lieu chaque été.
Fin 2003, il crée la version définitive du Clan des divorcées avec l'aide de Gilles Ramade. En 2013, cette pièce a réuni plus de 2 millions de spectateurs en France. Cette comédie se joue toujours aujourd'hui quotidiennement à Paris.
En avril 2012, il joue dans 10 ans de mariage où il partage la scène avec Fabienne Carat.
En 2013, il réécrit la pièce La Blonde, la Belle et la Nympho jouée par Mounya de la Villardiere et mise en scène par Marie Laetitia Bettencourt.
Il crée en 2014 au festival d'Avignon "Familles (re)composées". Puis, depuis septembre 2014, il jouera cette comédie respectivement au théâtre de La Comédie République, à La Grande Comédie et au théâtre Le Palace ainsi qu'en province pour une tournée.
Le 2 octobre 2015, il crée et joue la première de sa nouvelle pièce Abracadabrunch d'après l'œuvre d'Antoine Beauville dans son théâtre de la Grande Comédie accompagné de Amanda Scott (dans le rôle d'Elle) et Geneviève Gil (dans le rôle d'Eglantine).
Le 2 février 2016, il annonce officiellement l'arrivée de son premier one-man show, qu'il joue en avant-première fin avril 2016 au Maroc. Il présente ce spectacle, co-écrit avec Thomas Gaudin, intitulé "Comment Garder son Mec ! au théâtre La Comédie de Nice, le 16 mai 2016 pour la première fois en France. Puis, il jouera ce spectacle à Paris à partir du d'octobre 2016 durant toute la saison à La Grande Comédie, avant d’enchaîner avec tournée dans toute la France, puis avec le Festival d'Avignon 2017. Il reprendra son one-man show à la rentrée 2017 au nouveau Théâtre de La Comédie St-Martin. Enfin, il terminera sa tournée par une représentation spéciale de ce one-man show à l'Olympia, le 4 mai 2019.
En avril 2018, Alil apparaît au casting du film des Chevaliers du Fiel : Les Municipaux, ces héros .
En 2021, il crée deux nouvelles pièces, écrites en bonne partie pendant les confinements liés à la pandémie de Covid-19 : d'abord Docteur Alil & Mister Vardar, comédie loufoque sur un employé de bureau au physique disgracieux, en représentation à La Grande Comédie, aux côtés d'Arsène Mosca, Isabelle Pean et Anaïs Nyls (en alternance avec Marie Laetitia Bettencourt, Daniel-Jean Colloredo, et Valérie Naouri). Puis, à partir du 3 mars 2022, Le plus beau jour de ma vie, à la Comédie Saint-Martin.
Toujours pendant le confinement, il écrit Tout va bien se passer qu'il met en scène à La Grande Comédie dès septembre octobre 2022[réf. nécessaire].
Alil Vardar est également le directeur du théâtre de La Grande Comédie, salle située dans le 9e arrondissement de Paris, gérée par son frère Hazis Vardar, également propriétaire d'autres salles en France.

## Accusations d'agressions sexuelles
En avril 2025, vingt femmes l'accusent publiquement d'abus et d'agressions sexuelles. Il porte plainte pour diffamation.

## Théâtre

### Auteur
- 2004-... : Le Clan des divorcées, avec Claire Gérard et Ève Angeli (et mise en scène)
- 2007 : Pas nés sous la même étoile, avec Farid Omri, Eric Blanc et lui-même.
- 2009 : Le Temps des fonctionnaires, avec Chantal Ladesou, Jean-Christophe Barc et Pierre Aucaigne (et mise en scène)
- 2010 : Un couple parfait... enfin presque !, avec Nathalie Marquay et lui-même
- 2012-2013 : 10 ans de mariage, avec Fabienne Carat puis Isabelle Ferron
- 2013-2016 : 10 ans de mariage, en alternance avec Lola Marois Bigard, Arsène Mosca et Aurélie Colin
- 2014-2016 : Familles (re)composées, avec Marie-Laetitia Bettencourt, Sylvia Delattre et Angélique Panchéri
- 2015-2018 : Abracadabrunch, avec Geneviève Gil et Amanda Scott - au Théâtre de La Grande Comédie (et mise en scène)
- 2016-2018 : Comment garder son mec !, one-man-show joué par lui-même (mise en scène Eric Carrière)
- 2018-... : Un week-end tranquille, avec Alexandra Vandernoot ou Elisa Servier ou Julie Arnold, Coralie Prevot et Jérôme Lenôtre - au Théâtre Le Paris à Avignon, puis au Théâtre de La Grande Comédie
- 2019-... : Qu'est ce qu'elles veulent de plus ?, joué par Ro et Cut, co-écrit avec ces derniers et Thomas Gaudin (et mise en scène)
- 2021-... : Docteur Alil & Mister Vardar joués par lui-même avec Arsène Mosca, Isabelle Pean et Anaïs Nyls (en alternance avec Marie Laetitia Bettencourt, Daniel-Jean Colloredo, et Valérie Naouri), co-écrit Thomas Gaudin  - au théâtre de La Grande Comédie,
- 2022-... : Le plus beau jour de ma vie  au théâtre de la Comédie Saint-Martin.
- 2022- Tout va bien se passer ! co-écrit avec Vincent Azé au théâtre La Grande Comédie avec Arsène Mosca et Ryad Baxx
- 2023-2024 - Stars d'un soir avec Alil vardar, Geneviève Gil

### Metteur en scène
- 2013 : La Blonde, la Belle et la Nympho
- 2015 : Entre adultes consentants de Thomas Gaudin et Jules Dener
- 2017 : OM-PSG, comédie avec Cindy Mostacci et Mathieu Mocquant

## Télévision
- 2009 : Le Clan des divorcées avec Claire Gérard, Ève Angeli et lui-même — diffusion en direct de la pièce sur France 4. 18 diffusions en deux ans, 73 diffusions en dix ans[13]
- 2012 : Le Clan des divorcées, saison 1, avec Claire Gérard et Marie-Laetitia Bettencourt, adaptation en série télévisée sur Comédie+ (onze épisodes)[14]
- 2014 : 10 ans de mariage, avec Fabienne Carat, diffusion de la pièce sur France 4, le vendredi 3 janvier.
- 2015 Familles recomposées diffusion sur C8 et Comédie +
- 2017 Abracadabrunch diffusion sur C8 et Comédie +
- 2018 Comment garder son mec ( One man show) diffusion sur Comédie +
- 2019 Un week-end tranquille avec Alexandra Vandernoot et Capucine Anav diffusion sur C8 et Comédie +
- 2021 Docteur Alil Mister Vardar diffusion C8 et Comédie +